# Papilio dravidarum
Espèce
Papilio dravidarum ou Corbeau de Malabar est une espèce de lépidoptères (papillons) de la famille des Papilionidae. L'espèce est endémique de la chaîne des Ghats occidentaux en Inde.

## Description

### Imago
Au revers les ailes sont marron foncé. Les ailes antérieures ont des écailles dorées saupoudrées dans la partie submarginale et près de la base. Elles portent une série de macules blanches submarginales de forme triangulaire et une série de macules blanches marginales. Il y a aussi une petite macule blanche au sommet de la cellule. Les ailes postérieures sont arrondies, sans queues. Elles sont saupoudrées d'écailles dorées dans la partie basale et elles portent deux séries de macules blanches submarginales de forme triangulaire. 
Le revers est identique à l'avers. Le corps est marron foncé avec des macules blanches. Papilio dravidarum est mimétique d'Euploea core (mimétisme batésien).

### Juvéniles
Les oeufs sont blancs et sphériques. Au dernier stade les chenilles ont un thorax élargi et une tête jaune-vert avec une paire de courtes cornes jaunes. Il y a une autre paire de cornes jaunes à l'arrière du corps. Le corps porte des motifs complexes bruns, verts, jaunes et blancs ainsi que de petites macules bleu clair. Il y a également une ocelle aux contours noirs de chaque côté de la région thoracique.

La chrysalide est fixée à son support par son cremaster et par une ceinture de soie. Elle est verte avec une ligne marron sur les flancs et une ligne marron plus courte sur le dos. La tête porte des cornes céphaliques et il y a une protubérance pointue sur le dos.

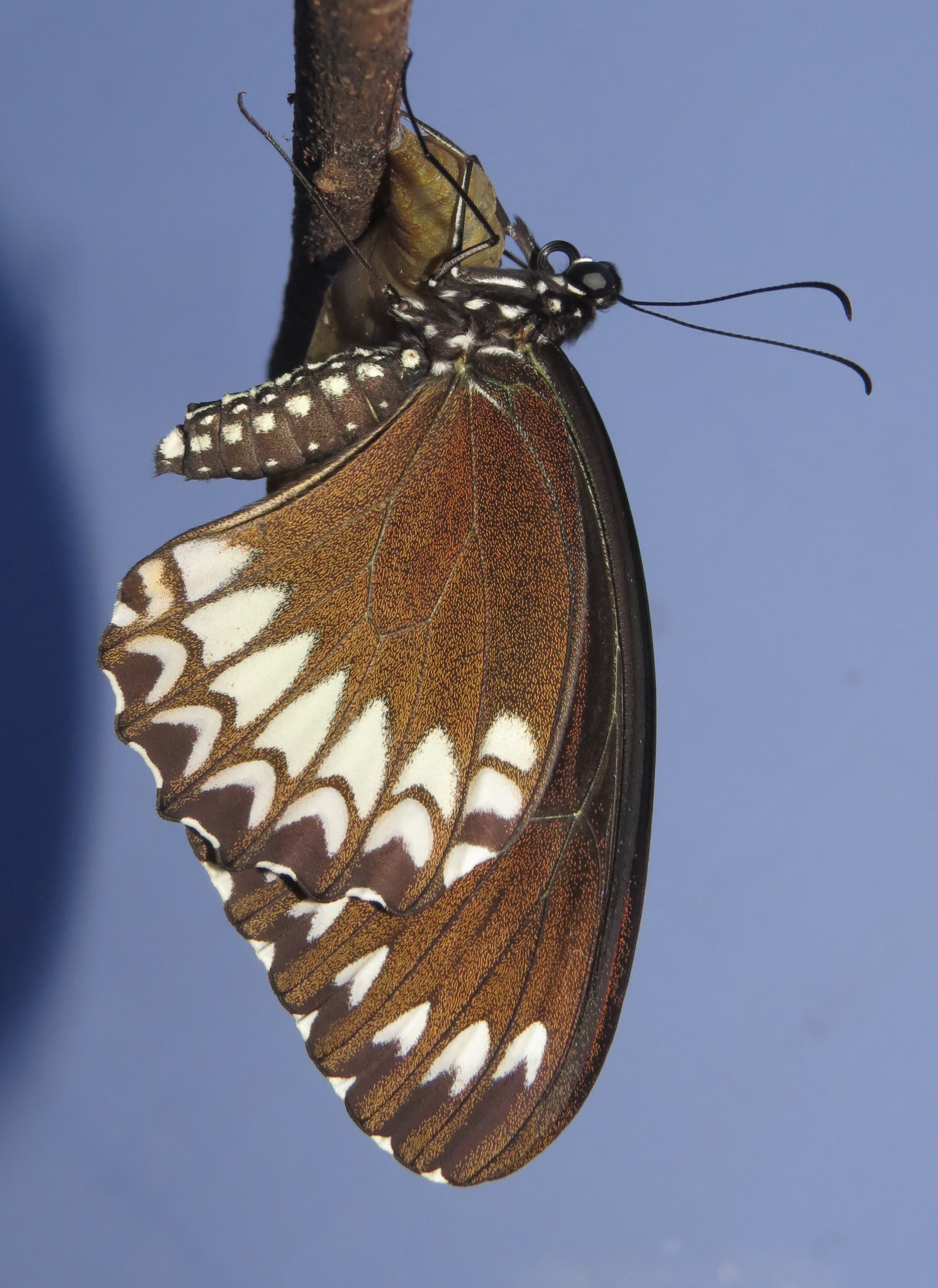
Papilio dravidarum, ailes repliées
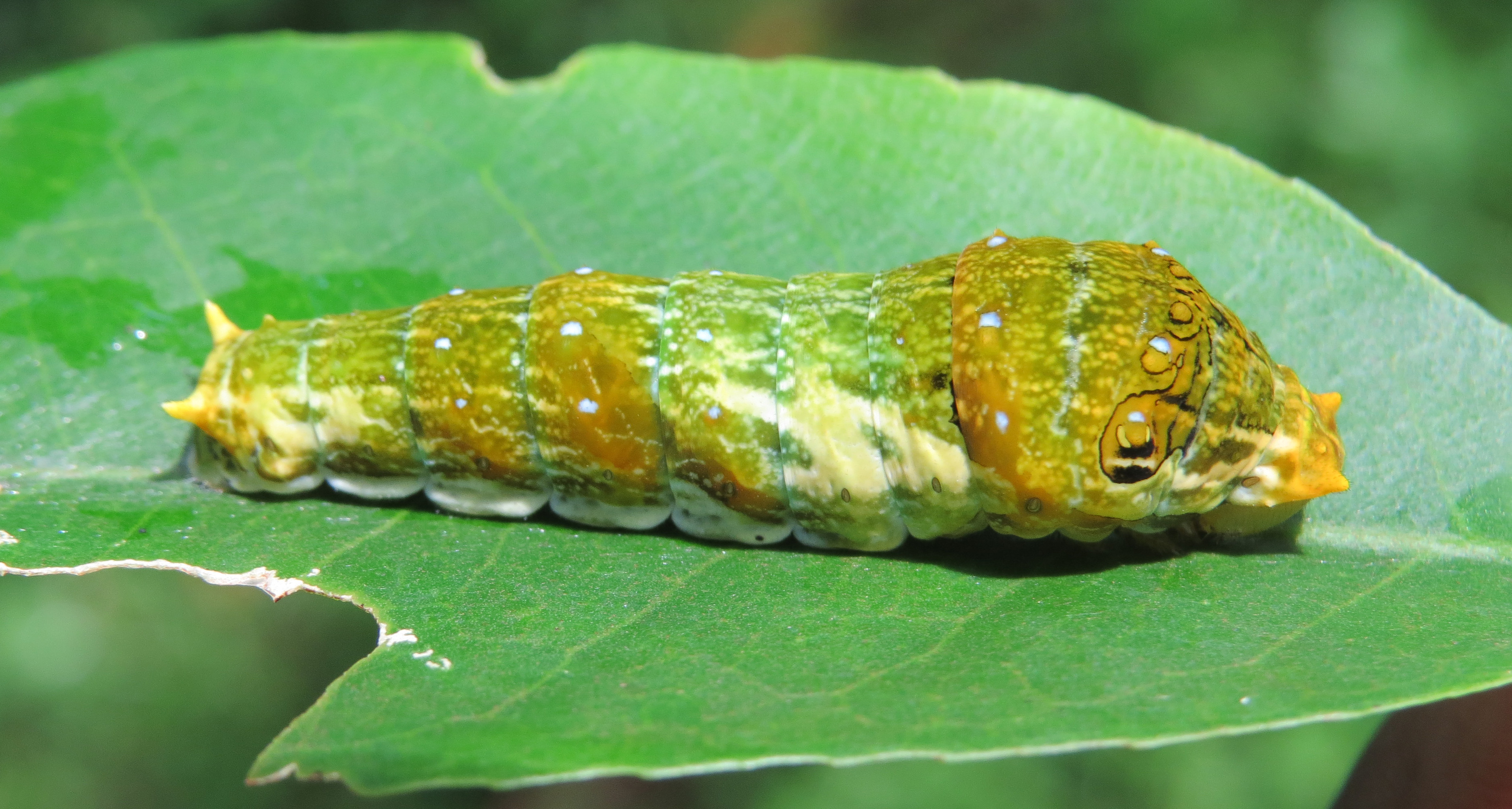
Chenille au dernier stade
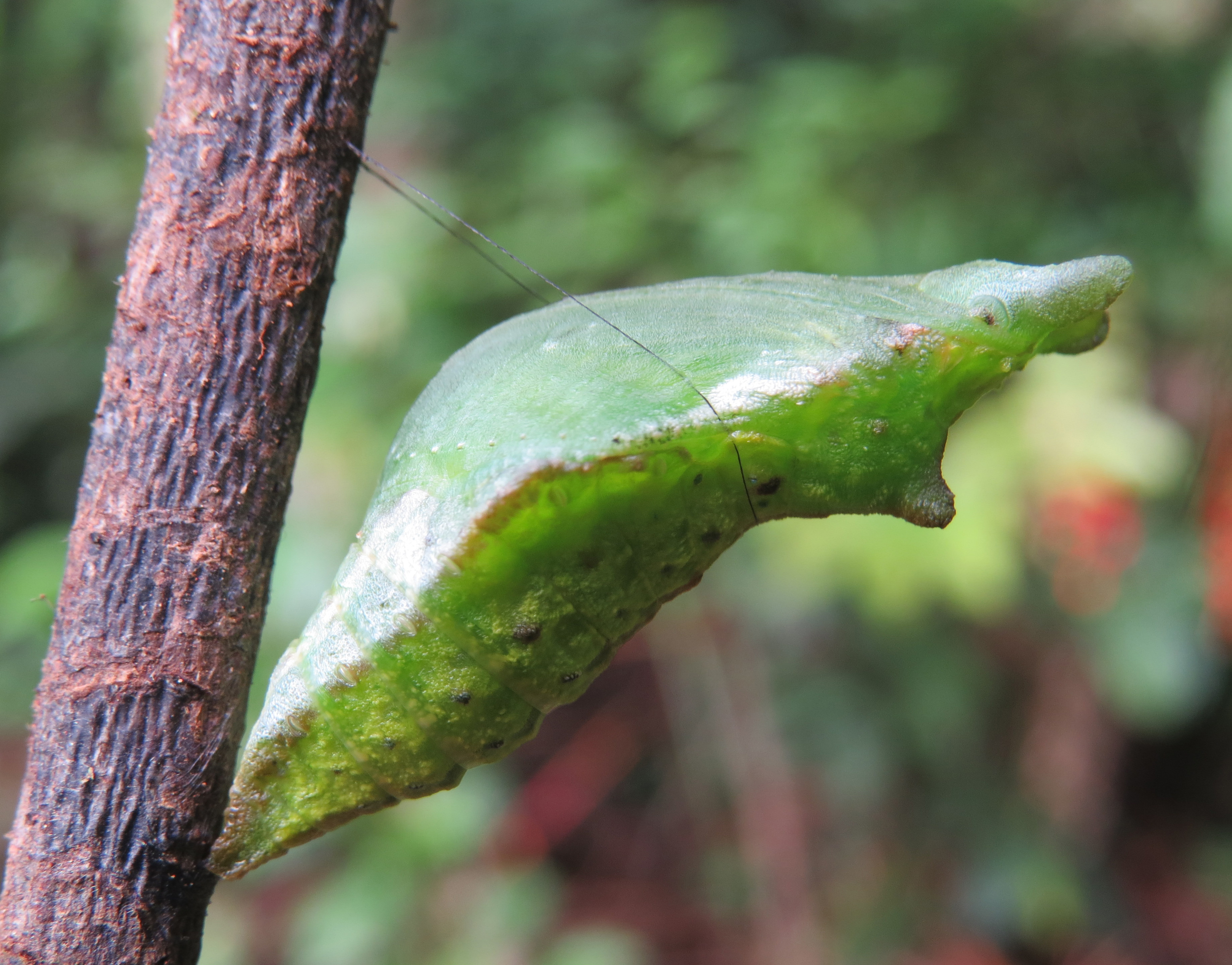
Chrysalide

## Écologie
La femelle pond ses œufs isolément sur les jeunes feuilles de la plante-hôte. Cette espèce utilise comme plante-hôte Glycosmis pentaphylla.
Les chenilles passent par cinq stades avant de se transformer en chrysalide. Elles consomment leur coquille après l'éclosion puis se nourrissent des feuilles et des pétioles de la plante-hôte. 
Comme toutes les espèces de Papilionides les chenilles possèdent derrière la tête un osmeterium, organe fourchu qu'elles déploient pour faire fuir les prédateurs. En outre la forme de la chenille et la présence d'ocelles de chaque côtés du corps lui permet d'imiter une tête de serpent.
La chrysalide est maintenue tête en haut par une ceinture de soie, comme chez les espèces proches, et imite une feuille afin d'échapper aux prédateurs. 

Les adultes se nourrissent du nectar des fleurs. Ils sont présents la plus grande partie de l'année, avec un pic en septembre.

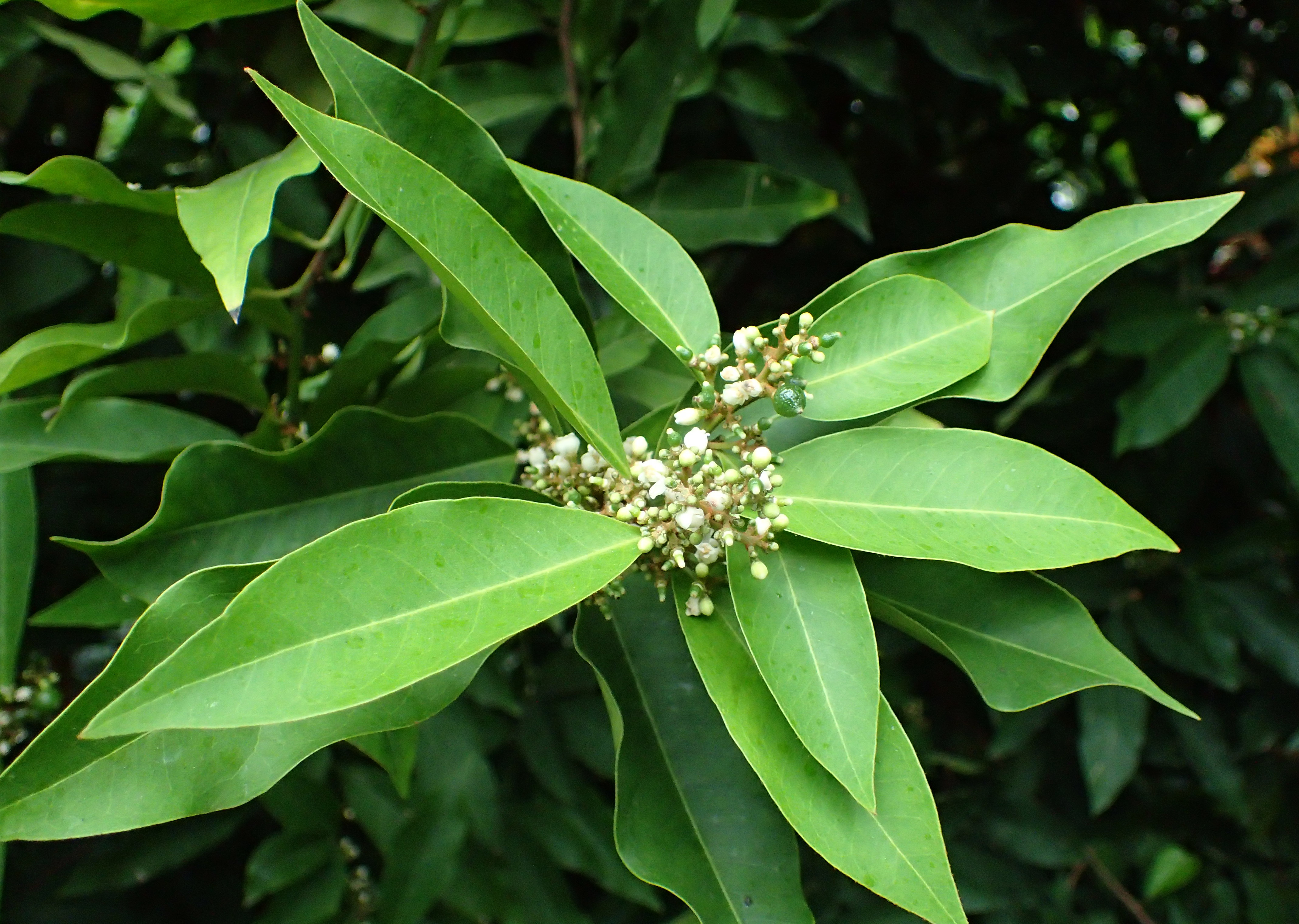
Glycosmis pentaphylla (plante-hôte)
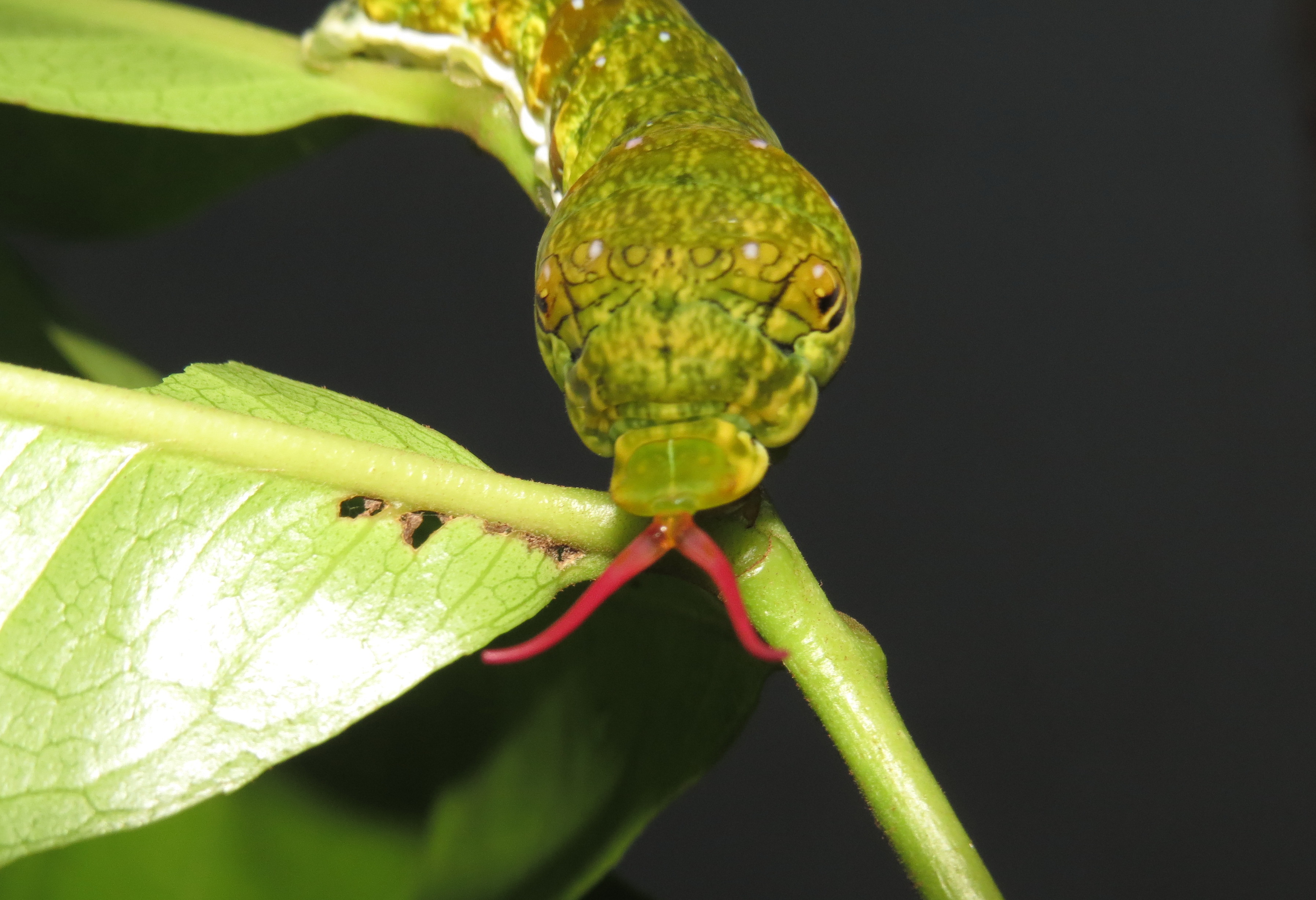
Chenille avec son osmeterium sorti, imitant une tête de serpent
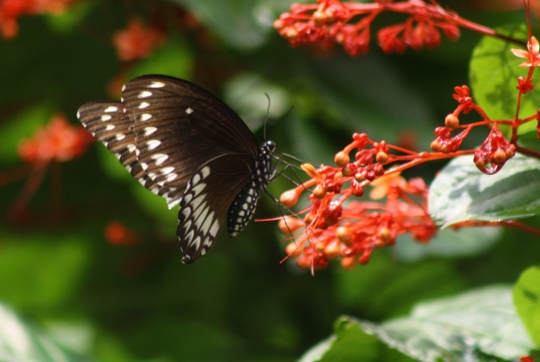
Adulte butinant

## Habitat et répartition
Papilio dravidarum est endémique de la chaîne des Ghats occidentaux, sur la côte sud-ouest de l'Inde. Son habitat appartient à l'écozone indomalaise.

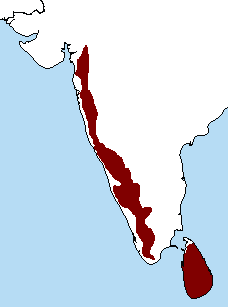
Carte des Ghats occidentaux
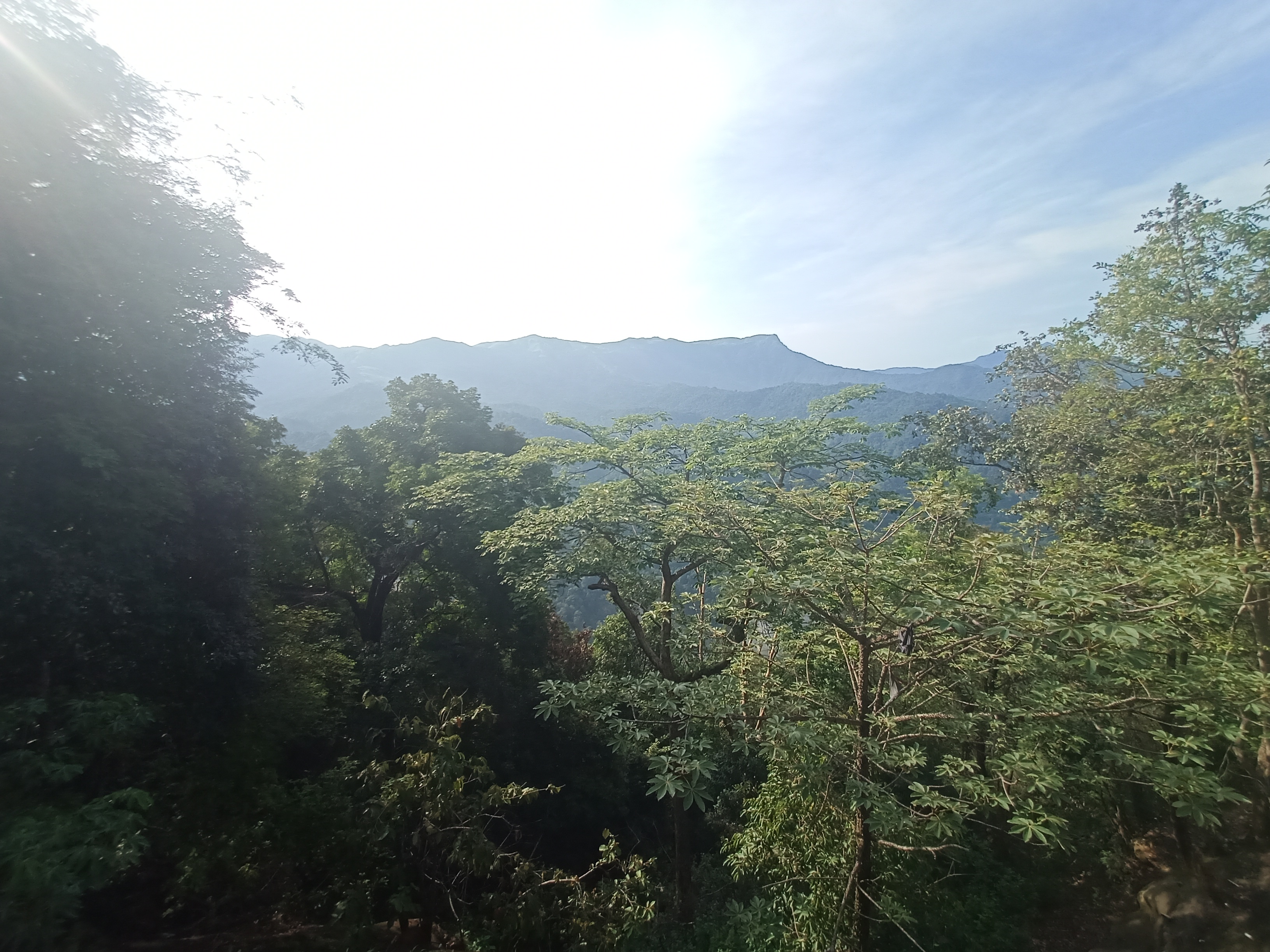
Paysage des Ghats occidentaux

## Systématique
L'espèce Papilio dravidarum a été décrite pour la première fois en 1880 par Wood-Mason dans Journal of the Asiatic Society of Bengal.

## Papilio dravidarumet l'Homme

### Nom vernaculaire
L'espèce est appelé "Malabar Raven" en anglais.

### Menaces et conservation
Cette espèce n'est pas évaluée par l'UICN. En 1985 elle était considérée comme peu commune mais non menacée.